# 살랄라 공항
살랄라 공항(아랍어: مطار صلالة, 영어: Salala Airport, IATA: SLL, ICAO: OOSA)은 무스카트 국제공항에 이어 오만 2차 국제공항의 술탄국이다. 살랄라 중심부에서 북동쪽으로 5.5km(3.4mi) 떨어진 도파르 주(州)의 살랄라 해안 평원에 위치해 있다. 이 공항에는 유럽발 대륙 간 전세 서비스뿐만 아니라 지역별 목적지까지 가는 항공편이 있다.

## 운항 노선

### 국제선
| 항공사        | 목적지                      |
| ------------- | --------------------------- |
| 플라이 두바이 | 두바이                      |
| 에어 아라비아 | 샤르자                      |
| 카타르 항공   | 도하                        |
| 니오스 항공   | 전세편:로마, 베로나, 밀라노 |

### 국내선
| 항공사    | 목적지   |
| --------- | -------- |
| 오만 항공 | 무스카트 |
| 살람 에어 | 무스카트 |

## 같이 보기
- 오만의 공항 목록
- 무스카트 국제공항